# Tjörnin
Der Tjörnin (wörtlich isländisch Der Teich), auch Reykjavíkurtjörn genannt, ist ein kleiner, flacher See in Reykjavík und einer der bekanntesten Seen in Island.
Sein Wasser kommt aus dem Gebiet Vatnsmýri, das südlich vom See liegt. Der Abfluss ist der Lækurinn (isländisch der Bach) der jetzt unter der Lækjargata nach Norden Richtung Hafen verläuft. Im See liegen zwei kleine Inseln und mit einer Brücke überquert und teilt der Skóthúsvegur den See.

Statue für Ólafur Thors.

An seinen Ufern befindet sich das Rathaus der Stadt, das Iðnó, die Fríkirkja, die Nationalgalerie und der Friedhof Hólavallagarður. In der Nähe liegen das Parlamentshaus, die Dómkirkja, das bekannte Gymnasium Menntaskólinn í Reykjavík, das auch Prominente des Landes besuchten (z. B. der Dichter Halldór Laxness und der Bürgermeister von Reykjavík Dagur B. Eggertsson), sowie die Universität Island.
Am Tjörnin befindet sich eine Statue des Bildhauers Sigurjón Ólafsson, die Ólafur Thors gewidmet ist.
Der See ist Lebensraum für Gänse, Enten, Schwäne und andere Vögel.